# Ànec de Meller
L'ànec de Meller (Anas melleri) és una espècie d'ocell de la família dels anàtids (Anatidae) que habita llacs, estanys i aiguamolls de Madagascar oriental.

## Descripció
L'ànec de Meller s'assembla a una femella grossa de collverd. Amb una mida de 55 a 65 centímetres, és lleugerament més grossa que un collverd i és el més gros del gènere Anas. Tanmateix, a diferència de la majoria dels parents dels collverds, no tenen supercili. Les plomes del mirallet són verdes com en alguns dels seus parents, però a diferència d'aquests, està vorejat de blanc com en l'ànec de collverd. El cos és de color marró fosc amb serrells estrets i més pàl·lids a les parts superiors i més amples a les parts inferiors. El bec és de color gris pàl·lid, amb taques fosques a la base, i és més gros del normal. Les potes i els peus són taronges.

## Comportament
L'ànec de Meller es reprodueix a Madagascar aparentment durant la major part de l'any excepte de maig a juny, depenent de les condicions locals; s'ha registrat que la població mauriciana es reprodueix a l'octubre i al novembre. A diferència de la majoria dels parents més propers, amb l'excepció de l'ànec negre africà, són ferotgement territorials durant la temporada de reproducció; a més, les parelles romanen aparellades fins que les cries són independents.

## Conservació
Aquesta espècie està catalogada com a espècie en perill d'extinció per la Llista Vermella de la UICN. Els aiguamolls del llac Alaotra, on històricament es trobava el nombre més gran d'aquests ocells, durant la segona meitat del segle XX han patit la destrucció del seu hàbitat a gran escala, i les poblacions locals han disminuït dràsticament. El morell de Madagascar va ser redescobert el 2006, tot i que no a la zona del llac Alaotra.

## Relacions
A causa de la similitud externa de l'ànec de Meller amb l'ànec collverd femella, se'l situava habitualment a prop d'aquesta espècie. Basant-se en registres d'hibridació quasi forçada en condicions no naturals, fins i tot es va proposar que fos una simple morfologia de color de l'ànec collverd.
Avui dia, es considera una de les espècies més diferents del grup dels ànecs collverds, basant-se en comparacions de comportament i seqüències de bucle D de l'ADNmt.[8] Els parents més propers són aparentment l'ànec becgroc, una altra divergència primerenca del clade de l'ànec collverd, en què aquestes espècies i l'ànec negre africà són basals, però les relacions exactes dels ànecs de Meller i el becgroc amb aquesta espècie són força obscures.